# پالم بیچ گاردنز (فلوریدا)
پالم بیچ گاردنز (به انگلیسی: Palm Beach Gardens) شهری در شهرستان پام بیچ ایالت فلوریدا است که در سال ۱۹۵۹ بنیان‌گذاری شده‌است. این شهر طبق سرشماری سال ۲۰۱۰ میلادی، ۴۸٬۴۵۲ نفر جمعیت داشته و مساحت آن نیز ۱۴۳٫۳ کیلومتر مربع است.